# Кондрашёвский тупик
Кондрашёвский тупи́к — тупик в центре Москвы в Басманном районе от Госпитального переулка.

## Происхождение названия
Название возникло в XIX века от фамилии одного из домовладельцев.

## Описание
Кондрашёвский тупик начинается от Госпитального переулка и проходит на юг в сторону Яузы и Лефортовской набережной. Заканчивается в городской застройке. Под тупиком проходит Лефортовский тоннель (точнее его внутреннее кольцо) Третьего транспортного кольца.

## Здания и сооружения
- № 3, строение 1 — школа № 1203 (с углубленным изучением английского, немецкого и французского языков).